# Ернесто Дијаз
Ернесто Дијаз (шп. José Ernesto Díaz Correa; Богота, 13. септембар 1952 — Орландо, САД, 4. мај 2002) је био колумбијски фудбалер који је играо на позицији играча средине терена. Играо је за репрезентацију Колумбије на Олимпијским играма 1972. године. Ернесто се сматра једним од најбољих играча у историји Санта Феа.

## Биографија
Ернесто Дијаз је рођен у Боготи. Његов отац је желео да се он посвети бициклизму, али Ернесто је као дете почео да игра фудбал у насељу Сампер Мендоза у центру града. Тамо се придружио тиму под именом Патрија, где је играо са својим пријатељем и касније саиграчем Хосеом Мигелом Кањоном.
Ернесто је 1971. године је први пут позван у колумбијску омладинску репрезентацију, захваљујући добрим наступима у омладинском тиму Санта Феа. Као део националног тима играо је на Јужноамеричким играма младих и Панамеричким играма у Калију, где је Колумбија освојила сребрну медаљу. Такође је представљао своју земљу на Летњим олимпијским играма 1972. у Минхену, где је тим елиминисан у првом колу након два пораза и једне победе. Ернесто је на Олимпијским играма одиграо 3 утакмице.
За сениорку репрезентацију Колумбије Ернесто је дебитовао 27. маја 1973. у пријатељској утакмици против Хаитија. Захваљујући својим добрим наступима за Санта Фе, у којем је био један од најбољих стрелаца, Ернесто је позван у репрезентацију Колумбије за Куп Америке 1975. године. На турниру је био један од најбољих играча у тиму који је заузео друго место, а такође је постао и најбољи стрелац турнира са 4 постигнута гола. Ернесто је такође играо на Јужноамеричким куповима 1979. и 1983. године.